# Карлі Форчун
Карлі Форчун (англ. Carley Fortune) — канадська письменниця з Торонто, Онтаріо, авторка роману «Зустрінь мене біля озера» 2023 року.
Журналістка, яка була співавторкою і редакторкою Refinery29, The Globe and Mail, Chatelaine і Toronto Life, вона опублікувала свій дебютний роман «Кожного літа потому» 2022 року. 2023 року вийшов роман «Зустрінь мене біля озера»; книжка потрапила в списки бестселерів як у Канаді, так і в Сполучених Штатах, і привернула увагу широкої преси, коли Archewell, продюсерська компанія принца Гаррі, герцога Сассекського, і Меган, герцогині Сассекської, вибрала її для розробки як фільму.
Книжку «Зустрінь мене біля озера» було обрано для телепередачі Canada Reads 2024 року, де її захищала Міріан Ньо. Восени 2024 року її наступний роман «Це літо буде іншим» очолив список бестселерів канадської літератури.

## Переклади українською
2024 року у видавництві «Artbooks» вийшов український переклад роману «Зустрінь мене біля озера». Перекладачка — Ірина Ємельянова.